# Cambrinus (bier)
Cambrinus is een Belgisch bier. Het wordt gebrouwen door Brouwerij Verhaeghe te Vichte.
Cambrinus is een koperrode ale van hoge gisting met een alcoholpercentage van 5,1%. Het heeft een densiteit van 12,9° Plato. De naam 'Cambrinus' verwijst naar de gelijknamige legendarische bierkoning, in de 16e eeuw bedacht in het Duitse taalgebied. De naam verwijst naar het door de Romeinse geschiedschrijver Tacitus genoemd Germaans volk, de Gambriviërs.